# La Daille
 (juin 2015).
Si vous disposez d'ouvrages ou d'articles de référence ou si vous connaissez des sites web de qualité traitant du thème abordé ici, merci de compléter l'article en donnant les références utiles à sa vérifiabilité et en les liant à la section « Notes et références ».
La Daille est un hameau de la commune française de Val-d'Isère, dans le département de la Savoie.

## Toponymie
Le toponyme Daille désigne en Savoie le pin sylvestre,. Ce mot, géographiquement restreint à la Savoie et la Suisse Romande, est sans doute d'origine ligure. En effet, il ne se rattache à aucune racine connue et les Ligures n'ont imprégné la toponymie et les parlers locaux que dans les Alpes[réf. nécessaire].  
Daille est également le « nom vulgaire [pour] la faux ». Il s'agit du nom régional de la faux répandu dans tout le Midi, de l'occitan dalha, "faux" : racine indo-européenne que l'on retrouve dans de nombreuses langues d'Europe avec l'idée de couper, diviser, séparer, cf. sanskrit dàlati, "il met en morceaux".

## Morphologie urbaine
Il est composé d'un grand ensemble d'immeubles des années 1970 construits autour d'un vieux village, aisément reconnaissable à son église. L'urbanisation de ces dernières années a regroupé le vieux village avec, entre-autres, les hameaux du Crêt et de l'Illaz en venant de la Daille.

## Sport
Le tracé de la piste Oreiller-Killy est installé au-dessus du hameau.